# ウニクレディト
ウニクレディト  (イタリア語: Unicredit S.p.A.) は、イタリア国籍のカトリック系メガバンク。オーストリア銀行などを子会社とする。ミラノ中心部に建つウニクレディト・タワーでグループ全体を管理している。イタリア証券取引所・ワルシャワ証券取引所に上場している。2008年にウニクレーディト・イタリアーノ（UniCredito Italiano）から改称した。

## 沿革
1998年、ジェノヴァに拠点を置く「クレーディト・イタリアーノ」（イタリア信用銀行）と、ボローニャに拠点を置く「ローロ銀行1473」(Rolo Banca 1473)、トリノに拠点を置く「ウニクレーディト」とが合併して、「ウニクレーディト・イタリアーノ」が生まれた。
1999年にはウニクレーディト・イタリアーノ・グループにトレントのトレント・ロヴェレート貯蓄銀行 (Cassa di Risparmio di Trento e Rovereto) と、トリエステのトリエステ貯蓄銀行 (Cassa di Risparmio di Trieste) が参加。
ベルルスコーニ政権下、2002年の7月から9月にかけて、「S3プロジェクト」として7つの銀行が合併。
2003年1月1日には、家庭や小規模企業を対象とした「ウニクレディト銀行」(Unicredit Banca)、富裕層を対象とした「ウニクレディト個人銀行」(Unicredit Private Banking)、企業を対象とした「ウニクレディト企業銀行」(Unicredit Banca d'Impresa) といった、省略した形式であるウニクレディト (Unicredit) という商標を付加した3つの新しい銀行を創設した。
さらに2003年には、既にグループに所属していたウンブリア銀行（旧ペルージャ貯蓄銀行）とカプリ貯蓄銀行が合併。
2005年には、ヒポ・フェラインスバンクAG（HVBグループ）に対し株式公開買い付けを行い買収。同行のルーツは、同順でバイエルン国王のルートヴィヒ1世と2世の勅許を得た、ヒポバンク（Bayerische Hypotheken- und Wechsel-Bank）とバイエルン連合銀行（Bayerische Vereinsbank）であった。
2007年にウニクレディトは、当時イタリア第4の銀行グループであったカピターリア（Capitalia S.p.A.）を吸収合併、この時に登記上の本拠地をジェノヴァから移転した。
2010年、子会社のローマ銀行（Banca di Roma）やシチリア・パレルモのシチリア銀行（Banco di Sicilia）を吸収合併した。
2010年代に入り、カザフスタンやラトビアで展開していた商業銀行事業から撤退、赤字経営に転落し、不良債権はヨーロッパの金融機関としては最大規模に膨張した。従業員の削減が実施され、アメリカの投資会社を中心とする増資や不良債権の売却など、経営再建の途上にある。 
2022年に入り、国外の拠点のうち、東京やロンドン、ムンバイ、シンガポール、北京、上海、香港の各オフィスを閉鎖、ニューヨークの拠点も縮小するなどの再建策を実施している。

## グループ企業
- オーストリア銀行
- HypoVereinsbank（ドイツ）
- Bank Polska Kasa Opieki Spółka Akcyjna（ポーランド）
- UniCredit Bank Czech Republic and Slovakia
- UniCredit Bank Slovenia
- Zagrebačka banka（クロアチア）
- UniCredit Bank Serbia
- UniCredit Bank România
- УниКредит Булбанк（ブルガリア）
- UniCredit Bank Russia